# Ґуральництво
Ґура́льництво
- Виробництво спирту, горілки з цукристих та крохмалистих речовин
- Галузь господарства, що займалася виробництвом спирту, горілки

## Історія
В описах про господарську діяльність на Лівобережній Україні XVIII ст., разом з іншими ремеслами та галузями, гуральництво висвітлюється як одне з важливих і найбільш прибуткових галузей старшинського господарства. Горілку продавали на внутрішньому ринку, а також у значній кількості вивозили за кордон — в Польщу, Сілезію, Крим.